# 气候系统

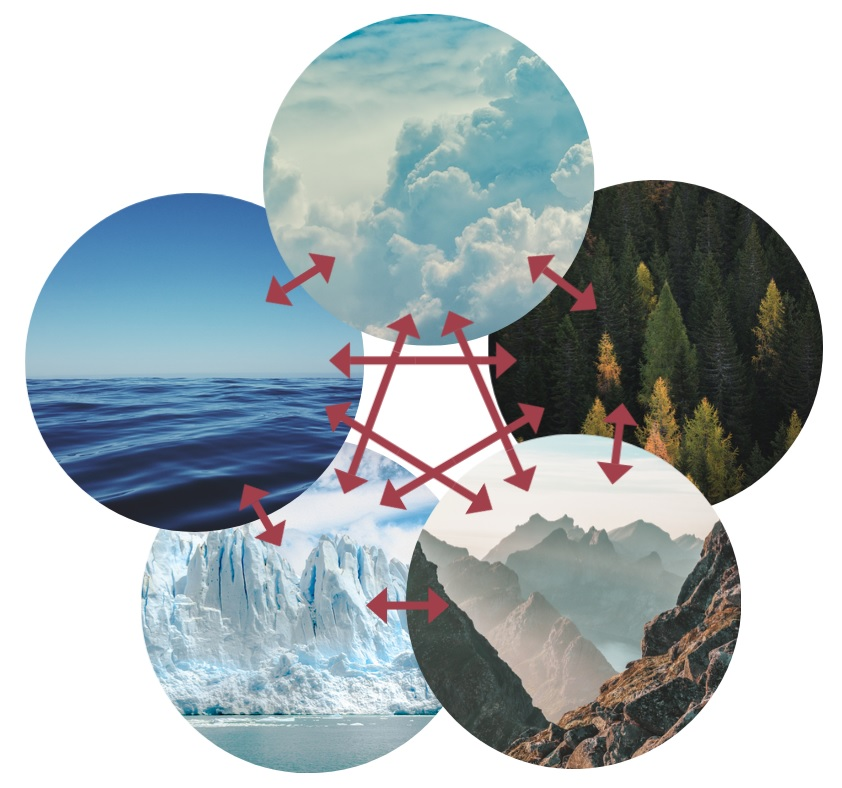
气候系统五个相互作用的组成部分：大气圈、水圈、冰凍圈岩石圈以及生物圈。

地球的气候系统是一个复杂系统，包括五个相互作用的组成部分：大气圈（空气）、水圈（水）、冰凍圈（冰和永冻土）、岩石圈（地球上层岩石层）和生物圈（生物）。